# Château des Clarinettes
Le château des Clarinettes, en gascon Castet de las Clarinettos (en occitan classique Casteth de las Clarinetas), est une demeure bourgeoise de la fin du XIXe siècle, à Lectoure (Gers).

## Situation
La maison se trouve en partie haute de la rue Fontélie, rue qui descend vers le sud en direction de la fontaine Diane, en longeant les bâtiments de l’hôtel de ville de Lectoure et ses jardins en terrasse. Elle se trouve immédiatement en contrebas de l’hôtel de ville, ancienne sous-préfecture.

## Histoire

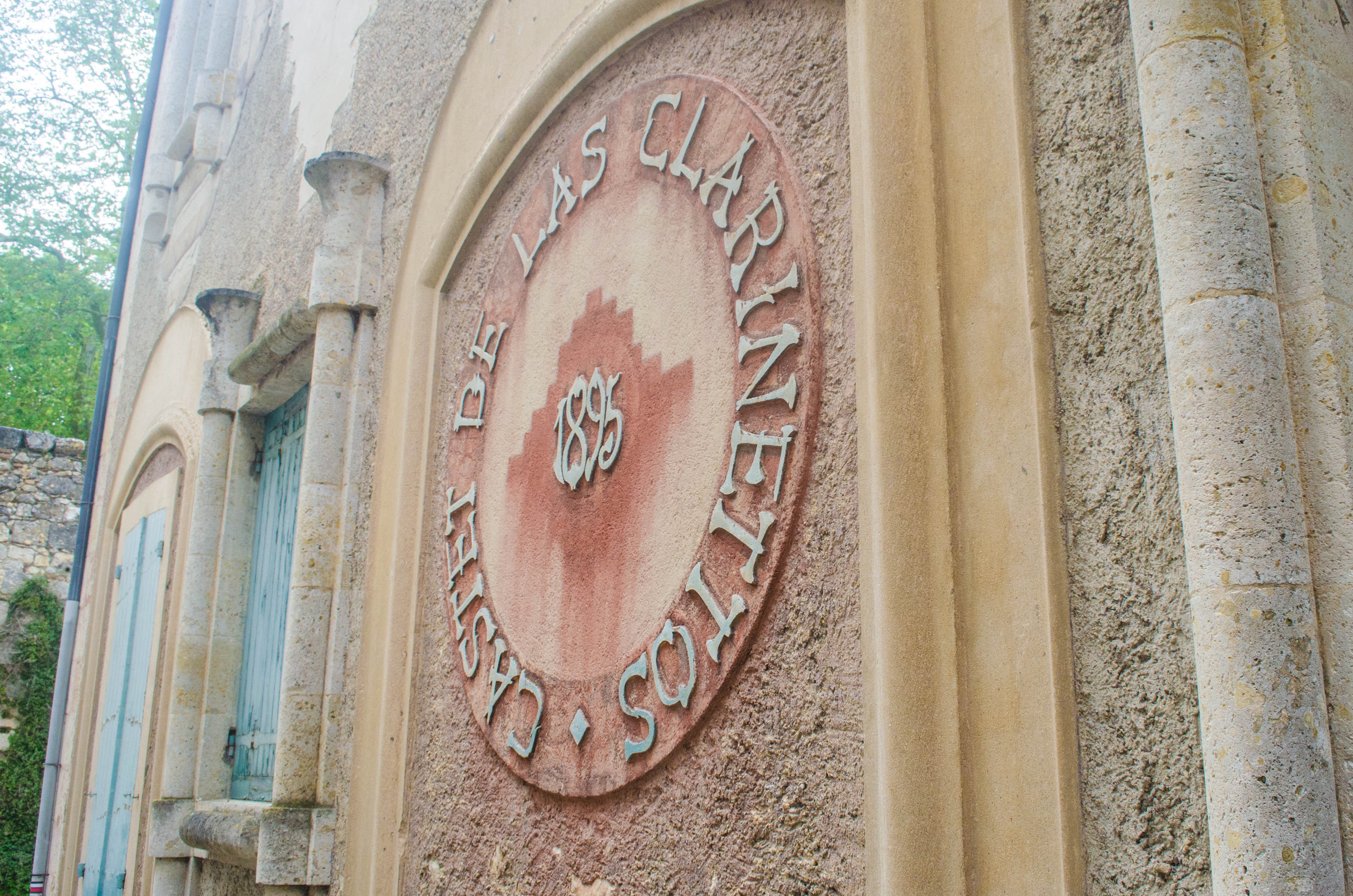
Médaillon sur la façade

L’histoire de cette maison, qui n’a de château que le nom, se ramène essentiellement à l’anecdote, sinon la légende, fondatrice. Le propriétaire d’une petite maison, située à cet endroit, s’appelait Polycarpe Sourbès. Il jouait de la clarinette à l’Harmonie municipale de Lectoure, société qui existe toujours. Il passait le plus clair de son temps à faire ses gammes et à jouer de son instrument, ce qui ne manqua pas d’irriter le sous-préfet, dont le bureau se trouvait précisément en face. Le sous-préfet intima l’ordre à Polycarpe d’arrêter sa musique, sous peine des plus sévères poursuites. Polycarpe dut obtempérer, mais il trouva sa vengeance en faisant reconstruire sa petite maison. Le bâtiment fut surélevé d’un étage, ce qui priva le sous-préfet de la vue qu’il avait sur la plaine du Gers et jusqu’aux Pyrénées. La maison reçut en plus un abondant décor à base de clarinettes stylisées, et reçut le nom de Castet de las Clarinettos (« château des Clarinettes »), écrit en lettres formées de clarinettes, dans un médaillon circulaire sur la façade.
À part cet épisode majeur, Polycarpe Sourbès ne semble pas avoir laissé d’autre souvenir marquant. La date permet en revanche d’identifier le sous-préfet, qui était alors Jean-Baptiste Charles Dupré, sous-préfet de 1889 à 1897.
On ne connaît pas exactement la nature de la maison d’origine. Un bâtiment et le jardin attenant appartenaient en 1826 à un chirurgien. En 1890 on construit une buanderie sur la parcelle, et on la démolit trois ans après, donc peu avant la construction de la maison en 1895.

## Architecture
La maison est de plan rectangulaire, à un étage sur soubassement au sud compte tenu de la forte déclivité du terrain. Le toit est à deux pentes.
Les particularités architecturales tiennent donc plus au décor qu’à la construction elle-même. Les façades nord et est, sur la rue Fontélie, sont en pierre. La façade sud sur le jardin est en brique, et doublée sur les deux niveaux d’une galerie à arcades.
Les façades sont décorées d’enduits et peintes. Les fenêtres de l’étage, côté nord, sont entourées d’un décor d’appareil de pierres, de manière à simuler des tours rondes (ou des balcons) en encorbellement. La fenêtre du rez-de chaussée, aux volets fermés, est un trompe-l’œil. Les encadrements de fenêtres, de la porte d’entrée, représentent des clarinettes stylisées. Les panneaux de la porte figurent également des clarinettes. Le pignon de la façade est est orné d’une étoile avec une boule de céramique brillante verte.
À l’intérieur, un escalier qui mène à l’étage présente aussi des balustres plats en forme de clarinettes. Le décor est peint en faux marbre. En haut de l’escalier, deux oculi représentant un visage derrière une grille sont attribués au peintre Paul Noël Lasseran, ami de Polycarpe Sourbès et qui a aussi décoré l’hôtel Doazan, dans la rue voisine des Capucins. Les murs de l’étage étaient décorés de dessins au pastel réalisés par le maître de maison. Ils ne subsistent que sur les murs et au plafond des galeries.